# Söderön (vid Högsåra, Kimitoön)
Söderön med Ekholm och Benholmen är en ö i Finland. Den ligger i Skärgårdshavet och i kommunen Kimitoön i den ekonomiska regionen  Åboland i landskapet Egentliga Finland, i den sydvästra delen av landet. Ön ligger omkring 56 kilometer söder om Åbo och omkring 140 kilometer väster om Helsingfors.
Öns area är 1,86 kvadratkilometer och dess största längd är 2,2 kilometer i nord-sydlig riktning. Ön höjer sig omkring 35 meter över havsytan.

## Delöar och uddar
- Söderön 59°56′01″N 22°21′59″Ö / 59.9336°N 22.36649°Ö
- Ekholm 59°56′11″N 22°21′28″Ö / 59.93643°N 22.35786°Ö
- Benholmen 59°55′26″N 22°21′28″Ö / 59.92396°N 22.3579°Ö
- Västernäs 59°55′39″N 22°20′53″Ö / 59.92758°N 22.34803°Ö (udde)
- Benholms udden 59°55′14″N 22°21′36″Ö / 59.92059°N 22.36005°Ö (udde)

Följande öar ligger nära Söderön:
- Högsåra, stor ö norr om Söderön
- Holma (ö i Finland, Egentliga Finland, lat 59,92, long 22,37) ganska stor ö söder om Söderön
- Kaxskäla ligger öster om Söderön och Högsåra.
- Kråboskär, 59°55′15″N 22°20′47″Ö / 59.9208°N 22.3465°Ö (5 ha)
- Ånholm (ö i Finland, Egentliga Finland, Åboland, lat 59,94, long 22,38), 59°56′20″N 22°22′42″Ö / 59.9388°N 22.3782°Ö (23 ha)
- Ärnesholm, 59°56′40″N 22°22′40″Ö / 59.9445°N 22.3778°Ö (7 ha)
- Ärnesholms grunden, 59°56′32″N 22°22′33″Ö / 59.9421°N 22.3759°Ö (1 ha)